# 利根はる恵
利根 はる恵（とね はるえ、本名：飯野 静子（いいの しずこ）、1924年〈大正13年〉11月15日 - 2005年〈平成17年〉4月27日）は、日本の元女優。演技派の脇役。利根 はるゑとも表記される。千葉県千葉市出身。

## 人物・経歴
1924年、東京府生まれ。松竹少女歌劇団の松竹少女歌劇学校を1年で中退し、松竹大船入社。芸名は池上鶴代。
丸山定夫の苦楽座を経て、1947年、新宿ムーラン・ルージュに入り、1949年東宝『今日われ恋愛す』でデビュー。
1950年、新東宝入社、『熱泥地』で初主演。
1952年、大映と本数契約。山本薩夫監督の『真空地帯』の娼婦を演じた。
1953年、現代俳優協会に参加、『ひめゆりの塔』などに出演。その後、第一協団に所属。
1955年、日活と専属契約。『沙羅の花の峠』などに出演する。
1958年、ムーランプロの設立に参加。その後、フリーに転じ『荷車の歌』など出演、その後は舞台、ドラマにも活動を広げる。
同年、テレビ映画「日本めぐり ぼくらは豆記者」で監督デビュー。テレビ映画の女性監督第一号として話題となった。
1959年、東映と本数契約。
1960年、東宝現代劇と契約。
1963年時点では東京俳優生活協同組合に所属。
1971年、松竹現代劇と契約した後、フリー。
2005年4月27日午後7時48分、胆管がんのため東京都杉並区の病院で死去。80歳没。晩年はおぎいくこ事務所に所属していた。

## 主な出演作品

### 映画
- 今日われ恋愛す （1949年、C・A・C）
- 熱泥地 （1950年、新東宝）
- 群狼の街 （1952年、大映東京）
- いとし子と耐えてゆかむ （1952年、東映東京）
- 満月三十石船 （1952年、東映東京）
- 真空地帯 （1952年、新星映画社、北星）
- ひめゆりの塔 （1953年、東映東京）
- ひろしま （1953年、北星＝日教組プロ）
- 雲ながるる果てに （1953年、重宗プロ＝新世紀映画、松竹配給）
- からたちの花 （1954年、日活）
- 日の果て （1953年、八木プロ＝青年俳優クラブ、松竹）
- 肉体の反乱 （1957年、日活）
- 狂った関係 （1957年、日活）
- 8時間の恐怖 （1957年、日活、監督鈴木清順） - オンリー（黒人兵の情婦）
- 悪魔の爪痕 （1958年、日活）
- 血の岸壁 （1958年、日活）
- 荷車の歌 （1959年、全国農村映画協会）
- 秘密 （1960年、東映東京）
- 安寿と厨子王丸（1961年、東映動画） - 菊乃[6]
- 黄色い風土 （1961年、ニュー東映）
- 柔道一代 （1963年、東映） - 女将・お俊
- 昭和残侠伝 唐獅子牡丹（1966年） - 清川千代
- 決着 （1967年、東映東京）
- 男はつらいよ 寅次郎忘れな草 （1973年、松竹） - 松岡リリーの母
- 理由 （2004年、アスミック・エース）

### テレビドラマ
- 舞台裏殺人事件（1956年、NTV）
- 天使の翼（1957年、NTV）
- まぼろし探偵（1959年、KR） - 富士松子
- 女ごころ（1959年、NET）
- 不道徳教育講座　第8話「教師を内心バカにすべし」（1959年、CX）
- 赤ひげ診療譚（1960年、CX）
- マダムは夜歩く（1956年、NTV）
- おとぼけ台風（1964年、NTV）
- 宮本武蔵（1965年、NTV）
- 源氏物語（1965年、MBS）
- 雨の中に消えて（1966年、NTV）
- 三匹の侍 第4シリーズ 第25話「闘い / 風の章」（1967年、CX） - おちか
- 素浪人 月影兵庫 第102話「大口たたいて抜けていた」（1968年、NET）
- 大奥（1968年、KTV）‐徳川家斉の側室お蝶の方付き老女・吉山
- 五番目の刑事（1969 - 1970年、NET） - 美鈴
- 素浪人 花山大吉 第70話「ネギがカモを背負っていた」（1970年、NET） - お高
- ポーラテレビ小説 / 花もめん（1970年 - 1971年、TBS）
- 水戸黄門 第2部 第5話「身代わり花婿-米沢-」（1970年10月26日、TBS / C.A.L） - お杉
- 銭形平次 （CX / 東映）
  - 第242話「縛られ地蔵」（1970年） - おとき
  - 第267話「十手の無い平次」（1971年） - お栄
  - 第519話「騙しちゃいけねえ」（1976年） - お島
- 大奥の女たち（1971年、フジテレビ）　花井局
- 大忠臣蔵（1971年、NET）
- 徳川おんな絵巻 第25話「仮面の女」・第26話「悪霊の城」（1971年、KTV） - 宇都宮城老女・滝山
- 世なおし奉行 第4話「関八州罷り通る」（1972年4月27日、NET）
- 旅の風来坊（1972年、NET）
- 大岡越前（TBS / C.A.L）
  - 第3部
    - 第14話「忠相旅日記」（1972年9月11日） - おせん
    - 第23話「狙われた男」（1972年11月20日） - とめ

  - 第6部 第22話「疑われた男」（1982年8月2日） - おせき
  - 第8部 第12話「情は人の為ならず」（1984年10月8日） - おせつ
- 怪談 第2話「牡丹燈籠」（1972年、MBS）- おみね
- 瞼の母（1973年、NET）
- 女ひとり（1975年、CX）
- 特捜最前線 第28話「恐喝・にせ女子大生日記」（1977年、ANB）
- 花王愛の劇場・別れて生きる時も（1978年、TBS）
- 達磨大助事件帳 第19話「地獄の顔の天使」（1978年、ANB / 前進座 / 国際放映） - お里
- 伝七捕物帳 第22話「燃えろ！紫十手」（1978年、ANB / 国際放映） - おむら
- 大江戸捜査網（12ch/TX / 三船プロ）
  - 第352話「怪談涙の燈籠流し」（1978年）
  - 第551話「白昼夢 過去を暴く脅迫状」（1982年） - おかつ
- 飢餓海峡 第4話 - 第6話（1978年、CX）
- 桃太郎侍 第190話「はぐれ女のいのち花」（1980年、NTV） - 産婆おしげ
- 熱中時代 第2シリーズ 第15話「熱中先生と冷たい女たち」（1980年、NTV） - おでん屋の夫婦
- Gメン'75 第302話 「露天風呂に浮かんだ白い死体」（1981年、TBS） - 鶴丸タマエ
- 雨の慕情（1983年、CBC）
- 火曜サスペンス劇場 / 松本清張スペシャル・一年半待て（1984年、NTV） - アパートの隣人
- 私鉄沿線97分署 第19話（1985年、ANB）
- 水曜ドラマスペシャル / 年上のおんな（1986年、TBS）
- 金曜エンタテイメント / これから 海辺の旅人たち（1993年、CX）
- 飛んで火に入る春の嫁（1998年、TX）

### その他の番組
- 一枚の写真（CX）